# Діаманте
Діаманте (італ. Diamante, сиц. Diamante) — муніципалітет в Італії, у регіоні Калабрія,  провінція Козенца.
Діаманте розташоване на відстані близько 380 км на південний схід від Рима, 110 км на північний захід від Катандзаро, 60 км на північний захід від Козенци.
Населення — 5368 осіб (2014).
Щорічний фестиваль відбувається 8 грудня та 12 серпня. Покровитель — Immacolata Concezione.

## Демографія
Населення за роками:

Станом на 1 січня 2023 року в муніципалітеті офіційно проживало 213 іноземців з 35 країн, серед них 116 громадян країн Євросоюзу та 6 громадян України.

## Сусідні муніципалітети
- Бельведере-Мариттімо
- Буонвічино
- Гризолія
- Маєра